# 市川マサ
市川 マサ（いちかわ マサ）は、日本の漫画家。2009年に『週刊少年マガジン』（講談社）で連載開始した『A-BOUT!』でデビュー。

## 来歴・人物
漫画家になった経緯は、本人曰く「（喋るとき）昔からよくどもる」のが悩みで、とくに「寝不足、オールした夜の終盤などで体力が下がっている時に著しくどもる」とのこと。言葉の最初がア行だと9割方そうなり、過去にコンビニでアルバイトしていた際にもどもり、それが漫画家という職業を選んだ側面もあるとも述べている。
漫画の執筆フォームは、本人曰く「反テクニック」で、「漫画を描くテクニックをあまり知らないが、自分にはそう合っている気がするから」とのこと。また、ネーム（コンテ）は、編集部のネーム室で描いているという。
本名の下の名前（の読み）は四文字。昔のアダ名は小・中学生時代が「ブチコ」、高校時代が「ジェフ」。自身のワーストアダ名は「フケイチゴ」で小5のときに頭からフケが出ているのを見つかり、3日でそれを呼ぶのを阻止した。
メキシコ・カンクンの観光地で立小便をしていたところ、警官に逮捕されたことがあり、今でもトラウマになっている。
西本英雄（現：にしもとひでお）のルポ漫画『もう、しませんから。』および『ちょっと盛りました。』によれば、『A-BOUT!』の舞台である上野は、学生時代に友人が不良に絡まれて相談されたところ、「上野に近づかないようにしよう」と決め、そこから15年間インタビューを受けるまで上野に行かなかったという。
妻帯者であり、2018年6月から約10年前、既に結婚していた。

## 作品リスト
- 15の夜 いじめられているきみへ（『週刊少年マガジン』、2007年10号 - 11号、市川正孝名義）
- A-BOUT!（『週刊少年マガジン』、2009年52号 - 2013年24号、全19巻）
  - A-BOUT!!〜朝桐大活躍編〜（『週刊少年マガジン』、2013年28号[7] - 2014年15号[8]、全5巻）
  - A-BOUT! SURF（『イブニング』、2021年15号[9] - 2022年20号[10]、全5巻）
- バカビリーバー（『週刊ヤングマガジン』、2015年12号[11] - 2016年12号[12]、全5巻）
- 僕はどこから（『週刊ヤングマガジン』、2018年7号[13] - 2018年50号、全4巻）
- レッドカード（『週刊ヤングマガジン』、2019年52号[14] - 2020年40号[15]→『マガジンポケット』2020年9月13日[16] - 2021年2月28日、全7巻）
- 正義と極道（『イブニング』、2023年1号[17] - 2023年6号[18]→『コミックDAYS』[18]） - 短期集中連載[17]

### その他
- 新約「巨人の星」花形 第22巻（2011年2月） - 寄せ書き[19]

## 関連人物
玉越博幸
師匠。
岡田卓也
アシスタント。